# Živorad Tomić
Živorad Tomić (nascut el 15 de juny de 1951) és un director de cinema, guionista i crític de Croàcia. Tomić va ser un dels crítics de cinema croats més destacats des de mitjans de la dècada de 1970 fins a finals dels noranta.
Tomić va néixer l'any 1951 a Zagreb. Va estudiar literatura comparada i estudis anglesos a la Facultat d'Humanitats i Ciències Socials, i direcció de cinema i televisió a l'Acadèmia d'Art Dramàtic a Zagreb. Des de 1984, va ser membre del consell editorial de cinema a Radiotelevision Zagreb.
El 2015 ha rebut el premi Vladimir Vuković a la trajectòria de la Societat de Crítics de Cinema de Croàcia.

## Obres

### Llargmetratges
- Kraljeva završnica (1987)
- Diploma za smrt (1989)

### Llibres
- Užitak gledanja: zapisi o svjetskom filmu.  Zagreb: Croatian Society of Film Critics & V.B.Z., 2007. ISBN 978-953-201-731-1.